# 福助 (漫画)
『福助』（ふくすけ）は、伊藤静による日本の漫画作品、またそれを原作としたテレビドラマ。2006年、『モーニング』（講談社）にて連載された。伊藤のデビュー作でもある。
謎の小さな男の子の姿をした福の神「福助」をめぐる人間ドラマ。

## 書誌情報
- 伊藤静『福助』 講談社〈モーニングKC〉、全2巻
  1. 2007年4月23日発行（同日発売）、ISBN 978-4-06-372594-0
  2. 2007年11月22日発行（同日発売）、ISBN 978-4-06-372645-9

## テレビドラマ
2010年1月4日13:30-14:55、東海テレビ制作、フジテレビ系列にて単発スペシャルのテレビドラマとして放映された。
小さいときの福助はフルCGで表現されていた。

### あらすじ
五十嵐るみ子とその弟・龍彦は、母・由季子に連れられて、山間の村にある祖父・三郎の家に預けられる。実は両親は離婚調停中で、子供2人の親権を巡って争っていたのだ。その事を知らない龍彦は、古い蔵で「福助」と書かれた小箱を発見、開けると中から小さな男の子・福助が現れた。

### キャスト
- 五十嵐るみ子（姉）：大後寿々花
- 福助：深澤嵐
- 五十嵐龍彦（弟）：澁谷武尊
- 五十嵐由季子（姉弟の母）：菊池桃子
- 香坂三郎（姉弟の祖父・由季子の父）：笹野高史
- 一ノ戸良平（村の駐在さん）：石倉三郎
- 太田黒公彦（三郎の隣人）：温水洋一
- 石橋信吾（愛川駅員）：ゴルゴ松本
- 銀子（村のスナックのママ）：梅垣義明
- 夏希（福助を付け狙う謎の女）：京野ことみ
- 由季子の離婚訴訟の担当弁護士：神尾佑
- 由季子のパート先のコンビニのスーパーバイザー：ムロツヨシ
- 温泉検査の係：野間口徹
- その他：中島陽子、神保共子、三好杏依、佐伯新、窪寺昭、加部亜門、武井絵未、飛田光里
- ナレーター：金剛地武志

### スタッフ
- 製作：東海テレビ放送、共同テレビジョン
- 脚本：樫田正剛
- 演出：高丸雅隆
- 広報：胡桃千春（東海テレビ）、村野直子（東海テレビ）
- プロデューサー：松本圭右、後藤勝利
- CG：PAGODA
- シャンソン指導：山越藍子
- 劇中曲演奏：山白恭二（電子オルガン）、桑山哲也（アコーディオン）
- 技術協力：バスク
- 美術協力：フジアール
- ロケ協力：あいかわフィルムコミッション、あつぎフィルムコミッション、関東鉄道、神奈川中央交通 ほか